# Palmarès del Raja Club Athletic
Il Raja Club Athletic, abbreviato in Raja CA o RCA (in arabo نادي الرجاء الرياضي, in berbero ⵔⴰⵊⴰ ⵏ ⵜⴷⴷⴰⵔⵜ ⵜⵓⵎⵍⵉⵍⵜ), noto come Raja Casablanca, è una società polisportiva marocchina di Casablanca, nota principalmente per la sua sezione calcistica, militante nella Botola 1 Pro, la massima serie del campionato nazionale.

## Palmarès

### Competizioni nazionali
- Campionato marocchino: 13

1987-1988, 1995-1996, 1996-1997, 1997-1998, 1998-1999, 1999-2000, 2000-2001, 2003-2004, 2008-2009, 2010-2011, 2012-2013, 2019-2020, 2023-2024
- Coppa del Marocco: 10

1973-1974, 1976-1977, 1981-1982, 1995-1996, 2001-2002, 2004-2005, 2011-2012, 2016-2017, 2022-2023, 2023-2024

### Competizioni internazionali
- Coppa dei Campioni d'Africa/CAF Champions League: 3

1989, 1997, 1999
- Coppa dei Campioni afro-asiatica: 1

1998
- Supercoppa CAF: 2

1999, 2019
- Coppa CAF: 1

2003
- Coppa della Confederazione CAF: 2

2018, 2020-2021
- Coppa dei Campioni araba per club: 2

2006, 2019-2020

### Altri piazzamenti
- Campionato marocchino:

Secondo posto: 1965-1966, 1973-1974, 1985-1986, 1991-1992, 1992-1993, 2002-2003, 2004-2005, 2009-2010, 2013-2014, 2018-2019, 2020-2021, 2021-2022
Terzo posto: 1959-1960, 1962-1963, 1966-1967, 1967-1968, 1969-1970, 2001-2002, 2016-2017
- Coppa del Marocco:

Finalista: 1964-1965, 1967-1968, 1982-1983, 1991-1992, 2012-2013, 2022-2023
- CAF Champions League:

Finalista: 2002
Semifinalista: 1988, 2005, 2019-2020
- Supercoppa CAF:

Finalista: 1998, 2021 (dicembre)
- Champions League araba:

Finalista: 1996
- Coppa del mondo per club:

Finalista: 2013